# Thoroughly Modern Millie
Thoroughly Modern Millie is een Amerikaanse muziekfilm uit 1967 onder regie van George Roy Hill.

## Verhaal
In de jaren 1920 gaat het dorpsmeisje Millie Dillmount naar New York om er werk te vinden als stenografe voor een rijke zakenman en met hem te trouwen. Haar naïeve vriendin Dorothy Brown wordt ontvoerd uit het hotel, waar ze verblijven.

## Rolverdeling
| Acteur            | Personage          |
| ----------------- | ------------------ |
| Julie Andrews     | Millie Dillmount   |
| James Fox         | Jimmy Smith        |
| Mary Tyler Moore  | Dorothy Brown      |
| Carol Channing    | Muzzy van Hossmere |
| John Gavin        | Trevor Graydon     |
| Jack Soo          | Chinees            |
| Pat Morita        | Chinees            |
| Philip Ahn        | Tea                |
| Anthony Dexter    | Juarez             |
| Cavada Humphrey   | Juffrouw Flannery  |
| Herbie Faye       | Taxichauffeur      |
| Michael St. Clair | Baron Richter      |
| Lisabeth Hush     | Judith Tremaine    |
| Ann Dee           | Zangeres           |
| Beatrice Lillie   | Mevrouw Meers      |

## Filmmuziek
1. Thoroughly Modern Millie
2. The Tapioca
3. Baby Face
4. Ah! Sweet Mystery of Life
5. Do It Again
6. Jazz Baby
7. Jimmy
8. Trinkt le Chaim
9. Poor Butterfly
10. Rose of Washington Square
11. The Japanese Sandman